# Iglesia de Santa María de Gracia (Tudela)
La iglesia parroquial de Santa María de Gracia de Tudela (Navarra) es una iglesia gótico-renacentista del siglo XVI que pertenece al Hospital del mismo nombre y que se sitúa entre las actuales plaza Nueva y calle Don Miguel Eza de Tudela.

## Descripción general
Consta de una amplia y alta nave, sin crucero, con cuatro tramos y cabecera pentagonal, con un total de unos 35 m. La bóveda está formada por tramos de crucería estrellada. Las ménsulas donde arrancan los nervios, policromadas por Juan de Lumbier en 1618, son ya platerescas al igual que otros elementos decorativos. La fábrica externa es de ladrillo de forma prismática con contrafuertes y una interesante cornisa. Su retablo mayor es del siglo XVII y de estilo tardomanierista, realizado por Juan de Gurrea en 1635 sobre traza de Jerónimo de Estarragán. En las antiguas dependencias del hospital se conserva una buena colección de pintura y escultura de los siglos XVI al XVIII. Destacan varios lienzos de Vicente Berdusán de la segunda mitad del siglo XVII, incluyendo una Anunciación, de 1663.

## Historia y cronología de construcción
La iglesia se construyó entre 1568 y 1572, ocupando los solares que con anterioridad había ocupado un viejo convento franciscano situado a extramuros de la ciudad (hoy en la actual Plaza Nueva). El pórtico de entrada es de 1575, obra de Pedro Vergé y Diego Romero, y está integrado dentro del conjunto urbanístico de la Plaza Nueva.
El Hospital de Santa María de Gracia se fundó en 1549 por fray Miguel de Eza y Veraiz, y se construyó entre 1557 y 1558; este hospital todavía permanece, actualmente reconvertido en residencia de ancianos. En 1948 se inauguró la Clínica de la Milagrosa dentro del edificio del Hospital. Desde 1986, el edificio se reconvirtió en una residencia de ancianos. En 1995 se empezó con la remodelación del edificio, y en 1998 se inauguró el nuevo edificio “Residencia Nuestra Señora de Gracia”.